# Merw FK
Der Merw futbol kluby (russisch ФК «Мерв») ist ein 1991 gegründeter Fußballverein aus Mary, einer Stadt in Turkmenistan. Er spielt aktuell in der höchsten Liga des Landes, der Ýokary Liga.

## Stadion
Seine Heimspiele trägt der Verein im Sport toplumy in Mary aus. Das Stadion hat ein Fassungsvermögen von 10.000 Personen.

## Erfolge
- Turkmenischer Vizemeister: 2012

- Turkmenischer Pokalsieger: 2005, 2008

- Turkmenischer Pokalfinalist: 1993, 2007, 2009

- Turkmenischer Supercupsieger: 2008

## Trainerchronik
| Trainer             | Nation       | von              | bis               |
| ------------------- | ------------ | ---------------- | ----------------- |
| Rahim Kurbanmamedov | Turkmenistan | 1. Juli 2009     | 31. Dezember 2012 |
| Rahim Kurbanmamedov | Turkmenistan | 1. November 2021 |                   |